# Estrilda becgrossa capvermella
El estrilda becgrossa capvermella (Spermophaga ruficapilla) és un ocell de la família dels estríldids (Estrildidae).

## Hàbitat i distribució
Viu als clars del bosc i vegetació secundària del nord-oest d'Angola, sud, sud-est, est, nord-est i nord de la República Democràtica del Congo, sud-oest de Tanzània, Burundi, Ruanda, Sudan del Sud, Uganda, oest de Kenya i sud-oest i nord-est de Tanzània.